# Сперанский, Николай Васильевич (филолог)
Николай Васильевич Сперанский (1861—1921) — историк, педагог, переводчик, журналист, общественный деятель.

## Биография
Из семьи священнослужителя. Брат В. В. Сперанского и С. В. Сперанского. Окончил 5-ю московскую гимназию. Учился на историко-филологическом факультете Московского университета (1879—1884).
Вокруг Сперанского в начале 1880-х образовался студенческий кружок. Первоначально в его состав, помимо братьев Сперанского, входили А. Е. Грузинский, М. К. Любавский, М. Н. Сперанский, Ф. В. Татаринов, С. Д. Урусов, братья Н. Н. Щепкин, В. Н. Щепкин, Е. Н. Щепкин, В. Е. Якушкин и Е. Е. Якушкин. Позже к ним присоединились С. А. Котляревский, С. П. Ордынский, братья М. В. Сабашников и С. В. Сабашников, А. А. Чупров и др. Многие члены кружка жили в доме Скворцова; дом в разговорах между собой его жильцы именовали «скворечником», а себя — «скворцами» (отсюда название кружка — «скворцы»). Участники кружка часто собирались на квартире у Сперанского. Со временем кружок перестал быть студенческим объединением и превратился в кружок единомышленников. Члены кружка продолжали собираться вместе вплоть до начала XX века (иногда у М. В. Сабашникова) и постоянно поддерживали дружеские отношения со Сперанским, который находился за границей (1890—1905).
Обосновавшись в Париже, Сперанский занимался изучением истории образования в Западной Европе и представив результаты своих научных разысканий в нескольких книгах, главные из которых: «Очерки по истории народной школы в Западной Европе» (М., 1898), «Очерк истории средней школы в Германии» (М., 1898).. Эти книги сделали Сперанского одним из лучших специалистов по истории европейской школы в России.
Женился (1902) на дочери профессора Чупрова — Ольге Александровне.
Возвратившись в Россию (1905), вместе с М. Я. Герценштейном, М. М. Ковалевским, А. Н. Реформатским, М. В. Сабашниковым, К. А. Тимирязевым и В. Е. Якушкиным участвовал в организации Московского городского народного университета им. А. Л. Шанявского. Работал в составе «Комиссии по выработке устава Народного университета». Занимал должность секретаря Попечительского совета университета (с июня 1906). Член Правления университета (с сентября 1908).
Вошёл в состав товарищества газеты «Русские ведомости» (с 1908) .
Читал лекции (1907—1918) на Московских высших женских курсах и в Московском коммерческом институте .
Профессор факультета общественных наук Московского университета (1919—1921).
Сотрудничал с издательством «М. и С. Сабашниковых» (1917—1921) .

## Книги
Сперанский Н. В. Ведьмы и ведовство: очерк по истории церкви и школы в Западной Европе. — Москва; Берлин: Директ-Медиа, 2021. — 208 с. — ISBN 978-5-4499-2117-8.